# NGC 2219
NGC 2219 is een open sterrenhoop in het sterrenbeeld Eenhoorn. Het hemelobject werd op 19 februari 1830 ontdekt door de Britse astronoom John Herschel.